# 秋山大
秋山 大（あきやま ひろし、1906年3月8日 - 1946年11月24日）は、宗教学者。大倉精神文化研究所研究員。日本宗教および宗教史、日本仏教美術史を研究。
父は秋山真之。稲生真履は外祖父。

## 来歴
日露戦争終結後の明治39年に、父・真之と母・すゑの長男として生まれる。父の影響で宗教研究の道に進む。曹洞宗大学（今の駒澤大学）で学ぶ（聴講生のような身分で図書館を利用）。1933年、大倉精神文化研究所に入所（研究嘱託）。仏教史学者の鷲尾順敬に師事。渡辺三男と共に鷲尾編纂の「日本仏家人名辞典」増訂版の手伝いをする。大倉精神文化研究所の同僚である神道学者の西田長男は、秋山を「仏教美術史専攻の俊秀、頭脳明晰、大和の古仏について専門的な知識や見方などを教えられた」と回想する。
1943年10月、大倉精神文化研究所を退所。1946年11月24日に逝去。享年40。墓所は鎌倉霊園の秋山家である。
著書に「現世信仰の表現としての藥師造像　日本佛教信仰の原初形態に關する史的研究」「古代發見」など。後者には、父・真之に関するエピソードが収録されている。

## 著書
「国立国会図書館サーチ」を参照